# Todrick Hall
Todrick Hall (nascido em 4 de abril de 1985) é um rapper, cantor, compositor, ator, diretor, coreógrafo e youtuber norte-americano. Ele ganhou destaque nos EUA na nona temporada no programa de televisão  American Idol, onde chegou às semifinais. Em seguida, Depois disso, ele conquistou seguidores no YouTube com vídeos virais, incluindo canções originais, paródias e esquetes. Tem como aspiração ser um modelo para LGBTQ e pessoa não-brancas e inclui suas experiências como um homem gay negro em sua arte. Uma série documental sobre seu processo de criação de vídeos intitulado Todrick foi ao ar no canal MTV em 2015.
Com início na oitava temporada, Hall tornou-se um coreógrafo residente e juiz ocasional no programa de televisão RuPaul's Drag Race. De 2016 a 2017, estrelou como Lola no musical Kinky Boots na Broadway.  Em 2017, começou suas aparições como Billy Flynn no musical Chicago na Broadway no West End.
Como um cantor-compositor, lançou três álbums de estúdio, incluindo os álbums visuais Straight Outta Oz (2016) and Forbidden (2018). Em 2020, lançou o EP Quarantine Queen, em resposta a Pandemia de COVID-19 apresentando "Mask, Gloves, Soap, Scrub" e foi o anfitrião internacional do evento Global Pride 2020.